# بریکلن
بریکلن (به آلمانی: Brickeln) یک شهر در آلمان است که در دیمارشن واقع شده‌است. بریکلن ۲۱۵ نفر جمعیت دارد.